# Nigramma virilis
Nigramma virilis là một loài bướm đêm trong họ Noctuidae.